# Naglersches Fragment
Das Naglersche Fragment ist ein aus zwei Pergamentblättern bestehendes Bruchstück einer bebilderten mittelhochdeutschen Liederhandschrift aus der Zeit um 1300. Es ist textlich und künstlerisch dem Codex Manesse eng verwandt und stammt wie dieser aus dem alemannischen Raum. Als möglicher Entstehungsort kommt Zürich in Frage. Als Vorlage kann die Manessische Handschrift jedoch nicht gedient haben.
Das Fragment überliefert auf einem Blatt eine ganzseitige Miniatur des Minnesängers Heinrich von Stretelingen, der in der Manessischen Handschrift mit einer fast identischen Illustration dargestellt wird. Auf dem anderen Blatt befinden sich Textbruchstücke des Dichters und Minnesängers Graf Kraft von Toggenburg, wobei es sich am wahrscheinlichsten um Kraft I. († 1253) oder Kraft II. († 1261) handelt. Im 15. Jahrhundert wurde ein lateinischer Text über die böhmische Ketzerei nachgetragen.
Früher befanden sich die Fragmente in der Staatsbibliothek Berlin (Signatur: mgo 125). Das nach dem Zweiten Weltkrieg verschollene Bruchstück tauchte später in Krakau auf (Signatur heute: Jagiellonische Bibliothek, Berol. mgo 125). Ursprünglich war es im Besitz des preußischen Staatsministers und Generalpostmeisters Karl Ferdinand Friedrich von Nagler (1770–1846), dessen Bibliothek in den 1830er Jahren in der Königlichen Bibliothek in Berlin aufging.
Die Blätter sind stark beschnitten und haben eine Größe von etwa 174 × 119 mm, der Schriftraum beträgt etwa 165 × 100 mm.